# Otto Charles Sommerich
Otto Charles Sommerich auch in der Schreibvariante Otto C. Sommerich (* 31. Dezember 1877 in New York City, New York; † 10. Januar 1968 ebenda) war ein US-amerikanischer Anwalt.

## Leben

### Familie und Ausbildung
Otto Charles Sommerich, Sohn des Joseph Sommerich und dessen Ehegattin Clara geborene Frank, erwarb 1896 den akademischen Grad eines Bachelor of Arts am City College of New York. Im Anschluss studierte er Jurisprudenz an der Columbia University, 1898 schloss er mit einem Master of Arts, 1899 mit einem Bachelor of Laws ab, im gleichen Jahr erhielt er die Zulassung zur Rechtsanwaltschaft in New York.
Otto Charles Sommerich heiratete am 12. März 1908 Edith Wise. Dieser Ehe entstammten die Töchter Ann und Jane. Er verstarb im Januar 1968 knapp nach Vollendung seines 90. Lebensjahres in New York City.

### Beruflicher Werdegang
Otto Charles Sommerich praktizierte nach seinem Studienabschluss als Anwalt in New York City, 1904 schloss er sich der Anwaltsfirma Katz & Sommerich an. Sommerich wurde zum Mitglied der American Bar Association, der New York City Bar Association, der American Foreign Law Association sowie der International Law Association gewählt. Er wurde zum Ehrenpräsidenten der American Foreign Law Association sowie zum Ehrenvizepräsidenten der American Branch der International Law Association ernannt. Er trat insbesondere durch Abhandlungen betreffend das Fachgebiet Internationales Recht hervor.

## Schriften
- A brief against confiscation. Durham, N.C., 1945
- Conflict of laws with regard to foreign decedent estates. Third International Conference of the legal profession, International Bar Association, London, July, 1950. M. Nijhoff, The Hague, 1950
- Foreign Exchange Laws as Defense to Actions Brought in the United States. in: American Association for the Comparative Study of Law, American Society of Comparative Law: The American Journal of Comparative Law, Volume 1, Number 4,  American Association for the Comparative Study of Law, Baltimore, Md., 1952, S. 401–403.
- Governments as defendants. A synopsis of an article. Consejo general de los ilustres colegios de abogados de España, Madrid, 1952
- Treatment by United States of World War I and II Enemy-Owned Patents and Copyrights. in: American Association for the Comparative Study of Law, American Society of Comparative Law: The American Journal of Comparative Law, Volume 4, Number 4,  American Association for the Comparative Study of Law, Baltimore, Md., 1955, S. 587–600.
- Italy: Foreign Expropriation and Public Order. in: American Association for the Comparative Study of Law, American Society of Comparative Law: The American Journal of Comparative Law, Volume 5, Number 4,  American Association for the Comparative Study of Law, Baltimore, Md., 1956, S. 641–642.
- zusammen mit Benjamin Busch: Foreign law : a guide to pleading and proof. Published by Oceana Publications for Parker School of Foreign and Comparative Law, Columbia University, New York, 1959
- By-laws of the American Foreign Law Association, Inc.. The Association, New York, N.Y., 1959
- zusammen mit Benjamin Busch: The German First Heir: Owner or Life Tenant?. in: American Association for the Comparative Study of Law, American Society of Comparative Law: The American Journal of Comparative Law, Volume 11, Number 1,  American Association for the Comparative Study of Law, Baltimore, Md., 1962, S. 92–95.